# Endasys hesperus
Endasys hesperus är en stekelart som beskrevs av Luhman 1990. Endasys hesperus ingår i släktet Endasys och familjen brokparasitsteklar. Inga underarter finns listade i Catalogue of Life.